# Wyspa skarbów (film 1950)
Wyspa skarbów (ang. Treasure Island) – amerykańsko-brytyjski film przygodowy z 1950 roku w reżyserii Byrona Haskina. Ekranizacja powieści pod takim samym tytułem autorstwa Roberta Louisa Stevensona.
Zdjęcia do filmu kręcono w Anglii w następujących lokacjach:
- Kornwalia (Falmouth, rzeki Fal i Helford, zatoka Carrick Roads);
- Devon – sceny z klifami;
- Bristol – nabrzeże portowe[1][2].

## Obsada
- Bobby Driscoll – Jim Hawkins
- Robert Newton – Long John Silver
- Basil Sydney – kapitan Smollett
- Walter Fitzgerald – Squire Trelawney
- Denis O’Dea – doktor Livesey
- Finlay Currie – kapitan Billy Bones
- Ralph Truman – George Merry
- Geoffrey Keen – Israel Hands
- Geoffrey Wilkinson – Ben Gunn
- John Laurie – Blind Pew
- Francis de Wolff – Black Dog
- David Davies – pan Arrow
- John Gregson – Redruth
- Andrew Blackett – Gray
- William Devlin – Morgan
- Harold Jamieson – Scully